# Molepololestadion
Het Molepololestadion is een multifunctioneel stadion in Molepolole, een stad in Botswana. 
Het stadion wordt vooral gebruikt voor voetbalwedstrijden, de COSAFA Cup onder 20 van 2010 werd in dit stadion gespeeld. In het stadion is plaats voor 6.600 toeschouwers. Het stadion werd gerenoveerd tussen 2007 en 2008. 